# 柳瀨嵩
柳瀨嵩（日语：やなせ たかし，1919年2月6日—2013年10月13日），生於日本東京府北豐島郡（今東京都北區），漫畫家、繪本作家與詩人。柳瀨工作室有限公司（やなせスタジオ）社長。曾就任社團法人日本漫畫家協會代表理事理事長（2000年5月－2012年6月）和社團法人日本漫畫家協會代表理事会長（2012年6月－2013年10月）。著名和廣為人知的作品有《麵包超人》等。

## 生平

### 成長期
生於1919年2月6日，出生於高知縣。東京高等工藝學校圖案科（現為千葉大學工學部設計學科）畢業後，做過編輯、美術設計、漫畫家、繪本作家、作詞．作曲家、詩人、歌手、導演，在許多領域都非常活躍傑出。

### 戰爭體驗
第二次世界大戰期間，曾被徵召入日軍，至中國戰場參戰。在戰亂之中他飽受飢餓之苦，也對戰爭感到厭惡，體悟到「吃飽」是最重要的事，因此萌發了創造出「讓人吃飽的英雄」的想法，第二次世界大戰結束後，回到日本，朝向成為一名漫畫家而努力。

### 從困惑到求助
1953年起以漫畫家為全職專注於漫畫的創作，但因受到當時手塚治虫的漫畫主流的影響，柳瀨經營的「漫畫集團」以「成人漫畫」為戰場的創作就這樣逐漸減少了。1964年起在NHK播出的「漫畫學校」節目中擔任講師，教人如何畫漫畫，頗受好評。1969年與手塚相關的「蟲製作公司」正在進行製作電影動畫《一千零一夜》時，手塚親自邀請請求柳瀨擔任動畫製作小組的美術指導一職。

### 名聲和漫畫的復興
1973年，他創作的《麵包超人》首次在兒童雜誌刊登；1988年改編成動畫。
除創作出老少咸宜、膾炙人口的《麵包超人》、《溫和的獅子》、《小羊麒麟的鈴鐺》等名作之外，還譜寫出《手心向太陽》、《麵包超人進行曲》、《陸前高田的松樹》等激勵人心的歌曲。曾任日本漫畫家協會理事長、香美市立柳瀨嵩紀念館名譽館長。

### 晚年
2000年5月至2012年6月間，擔任日本漫畫家協會理事長。
2011年，柳瀨嵩罹患膀胱癌、之後轉移至肝臟。柳瀨嵩也罹患白内障、腎結石等數種疾病。
2013年，柳瀨嵩因心臟衰竭，在東京都順天堂大學醫學部附属順天堂醫院內過世。根據其遺願，葬禮當時只開放予近親，日後則舉辦追思會才供公眾參與。

## 頒發獲獎歷
- 1967年：獲得週刊朝日漫畫賞。
- 1969年：大藤信郎賞（「溫柔的獅子（やさしいライオン）」）。
- 1989年：獲得第19回日本童謠賞特別賞。
- 1990年：榮獲日本漫畫家協會賞大賞（「麵包超人」）。
- 1991年：頒發勳四等瑞寶。
- 1994年：高知縣香美郡香北町榮譽町民。
- 1995年：獲得日本漫畫家協會文部大臣賞。
- 2000年：獲得日本童謠協會功勞賞。
- 2000年：獲得日本兒童文藝家協會兒童文化功勞賞。
- 2001年：獲得第31回日本童謠賞（詩集「希望之歌（希望の歌）」）。
- 2002年：高知縣特別縣勢功勞者。
- 2003年：第50回交通文化賞國土交通大臣讚賞。
- 2004年：新宿區榮譽區民。
- 2008年：東京國際動畫博覽會2008第4回功勞賞。

## 插曲
- 血型AB型。
- 其畫風則是受到比利時漫畫家艾爾吉的影響[8]。
- 讓柳瀨受到很大影響的人是他的高中學長，同樣也是漫畫家横山隆一（日语：横山隆一）（與隆一的妻子和胞弟横山泰三（日语：横山泰三）是國中時期的鄰座同學）。
- 早餐則以麵包為主食。
- 柳瀨在作品後記文章曾說把法國的漫畫家Raymond Peynet（法语：Raymond Peynet）當作是他的「心靈的師父」，並在Peynet美術館開館時寄插圖附文章[9]。

## 主要

### 漫畫
※部分作品日文直譯。
- 啤酒國王（ビールの王さま）
  - 日本啤酒（今札幌啤酒）的廣告漫畫。
- - 1952年從《婦人生活》（婦人生活社）連載。
- - 1955年從《中學Course（中学コース）》（學習研究社）連載。
- - 1956年從《中學Course》（學習研究社）連載。
- 紅豆子（アン子ちゃん）
  - 1956年從《3年的學習（日语：科学と学習）》（學習研究社）連載。
- 速度仙人（スピード仙人）
  - 1956年從《）》（三榮書房）連載。
- 我是孫悟空（おれは孫悟空）
  - （光文社）連載。

### 童話、繪本
※粗字體表示動畫化作品。
- 十二的珍珠（日语：十二の真珠）
- 麵包超人系列（アンパンマン）
- 柳志乃（おむすびまん）
- 蒙面貓俠（ニャニがニャンだー ニャンダーかめん，原作名稱）
- 愛麗絲的櫻桃（アリスのさくらんぼ，1973年）
- 溫柔的獅子（やさしいライオン）（1975年，FROEBEL館（日语：フレーベル館））
  - 原本是由BONNY JACKS（日语：ボニージャックス）製作成廣播音樂劇繪本（當初繪本是在1969年刊行）。之後由蟲製作公司於1970年製作成動畫電影。

### 麵包超人主題曲
※部分主題曲名稱日文直譯。
- 麵包超人進行曲（アンパンマンのマーチ）
- 勇氣凜凜（勇気りんりん）
- 前進吧!麵包超人號（すすめ!アンパンマン号）

等多首

### CD（本人歌唱）
- （2003年12月26日發售）

### 自傳、文章
- 麵包超人的遺書（アンパンマンの遺書）（1995年，岩波書店）
- 中村圭子 (編)：「柳瀨嵩」, 河出書房新社 ISBN 978-4309727677（2009年3月18日發售）

### 其它（初期作品）
- 中學生之友（小學館）插畫（1951年～）
- 女學生之友（日语：中学生の友）（小學館）插畫
- 受驗與學生（受驗と學生）（研究社）插畫（1952年～1953年）

## 電視演出
- 平成日本のよふけ（日语：平成日本のよふけ）（1999年，富士電視系）
- 大都會（メトロポリス）（2001年，東寶電影）※聲優特別演出。

## 外部連結
- 有限会社やなせスタジオ （日語）
- アンパンマンポータルサイト （页面存档备份，存于） （日語）
- やなせたかし記念館 アンパンマンミュージアム （页面存档备份，存于） （日語）
- アンパンマンができるまで その1 - 愚仮面 （页面存档备份，存于） （日語）

### 專訪
- 知遊 特集記事10 （日語）
- 絵本作家 やなせたかしさん（前編） | ミーテ 絵本読み聞かせ情報 （日語）
- やなせたかしさんにインタビュー （日語）
- お正月スペシャルインタビュー （日語）
- 沖縄コミックチャンプルー - 第1回 やなせたかし先生 （日語）
- NEWSポストセブン｜やなせたかし氏 日本人の正義とは困った人にパン差し出すこと （页面存档备份，存于） （日語）
- ほぼ日刊イトイ新聞　やなせたかしさん対談　箱入りじいさんの94年 （页面存档备份，存于） （日語）